# Милен Миливојевић
Милен Миливојевић (Драјинац, 8. август 1943) је српски књижевник, песник, сатиричар, приповедач, афористичар, књижевни критичар и новинар.

## Биографија
Рођен 8. августа 1943. године у Драјинцу код Сврљига. Основну школу је завршио у Драјинцу и Сврљигу, средњу школу у Белој Паланци и Лесковцу а Вишу педагошку школу у Нишу 1965. године. Живи и ствара у Бору. Био је наставник српскохрватског језика у основним школама у Лалинцу код Сврљига, Шарбановцу и Брестовцу код Бора и у Бору.
Од 1977. године радио је као новинар а касније и главни уредник листа Борске новости. Члан је Удружења књижевника Србије.
Прве афоризме је објављивао у листовима Ошишани Јеж са својих 16 година (1958). године, а прву песму је објавио у часопису Развитак 1967. године. Објавио је више књига афоризама, једну књигу сатиричне прозе, две књиге прозе и више од десет књига песама.
Оснивач је школског листа Јасмин и његов дугогодишњи уредник. Ђачки лист Јасмин је 1974. године по одлуци жирија листа Политика, који је био у саставу: Бранко Ћопић, Мира Алечковић и Десанка Максимовић, проглашен за најбољи дечји лист у тадашњој Југославији. Исте године је за свој рад добитник Октобарске награде града Бора.
У Зајечару је 1972. године проглашен за најбољег песника југословенске песничке манифестације Млади мај, а од 1973. године је био председник Књижевног клуба Бор.
Књига Нама не свиће ни кад устанемо је проглашена за најбоље сатирично дело објављено на српском језику у 2018. години. За укупан допринос сатири добитник је награде Радоје Домановић коју додељује Удружење књижевника Србије.
Богат стваралачки и вишеслојни израз Миливојевића исказан кроз поезију, прозу, а посебно кроз сатиричне афоризме разголићујући актуелне друштвене теме представља бритку критику послушништва, подаништва, нечињење и идеологију моћника. Аналитичари и познаваоци његовог стваралаштва констатују да Миленови афоризми заслужују мултидисциплинарна истраживања.
Његове песме, афоризми, прозни радови објављени су у бројним зборницима и антологијама а превођени су и на руски, македонски и баскијски језик. Сарадник је и рецезент неколико књига, зборника и збирки песама.

### Књиге песама:
- Распуће (Сарајево, 1989),
- Тачка (Бор, 1989),
- Лажу вегетаријанци (Бор, 1991),
- Нећу више да се играм (Зајечар, 1996),
- Други колосек (Зајечар, 1999),
- Птица, птицу, птици (Бор, 2000), 2002
- Год (Зајечар, 2003);
- Једносмерном траком (Београд, 2005)
- Позор иште позориште (Бор, 2006)
- Сунце у џепу (Београд, 2007)

### Књига сатиричне поезије:
- Царске песме (Бор, 2003) и 2004

### Књиге афоризама:
- Шахоризми (Нови Сад, 1988), зборник више аутора
- Ан пасан (Бор, 1992),
- Како сам постао уврнут (Зајечар, 1992),
- С ума (Бор, 1998),
- Није ово Данска (Бор, 2001) и 1998
- Гологлави Рајко и Црвенкапа (Бор, 2002).
- Касно сам почео да пишем (Београд, 2008)
- Држави није добро (Београд, 2009)
- Премишљаји и досмислице из сељачког живота (Ниш, 2016)
- Нама не свиће ни кад устанемо (Београд, 2018).
- Мајмуне, буди човек (Београд, 2023)

### Приче:
- Приче у папучама (Бор, 2000)
- Носталгичне приче (Београд. 2004)